# 勝浦朝市

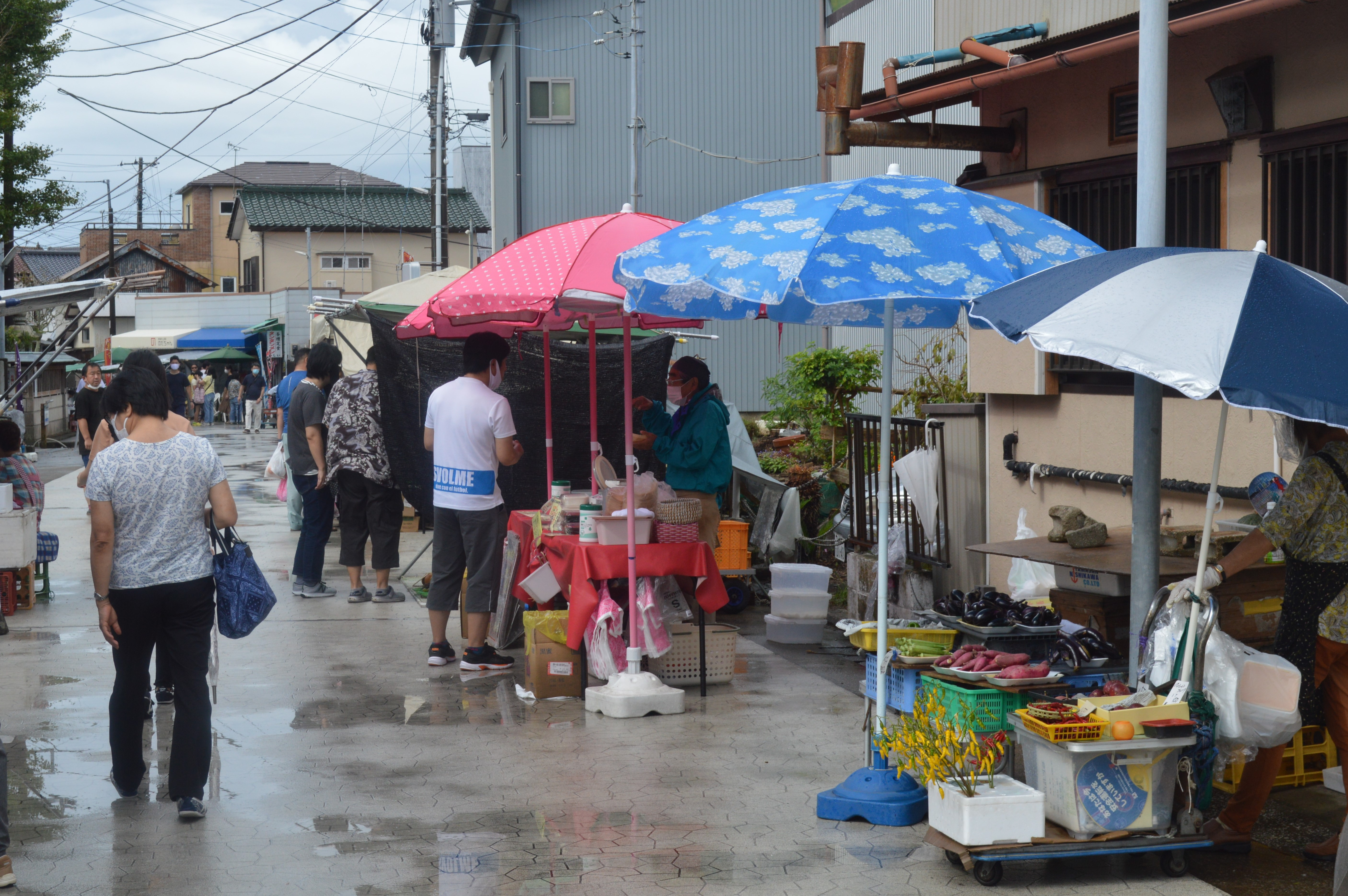
下本町朝市通りにおける勝浦朝市

勝浦朝市（かつうらあさいち）は、千葉県勝浦市で開かれる朝市。石川県の輪島朝市、岐阜県の宮川朝市と並ぶ、日本三大朝市のひとつに数えられている。

## 歴史
1591年（天正19年）に勝浦城主であった植村泰忠が農水産物の交換の場として開設したものが始まりと伝えられている。
1987年（昭和62年）11月、朝市の発展を機に現在地に開催地を移転した。
1996年（平成8年）と2010年（平成22年）には、「全国朝市サミット」が勝浦市内で開催された。

## 特色
月の前半と後半で開催場所が入れ替わり下本町通りと仲本町通りで開催される。出品されるものはカツオなどの鮮魚、干物などの水産加工品、フキやタケノコなどの農産物や農産加工物である。
外房地域は市群が多く形成されている地域で、曜日によって店主が他の地域の朝市に出店している場合や、家族で勝浦朝市と他の地域の朝市の両方に出店していることもある。
出店する店主で組織し朝市を運営する「朝市運営委員会」と行政やマスコミの窓口となる「朝市しんこう会」がある。

## 基本情報
開催場所
何れも6時30分～11時頃
- 毎月1日〜15日
  - 下本町朝市通り
- 毎月16日〜月末
  - 仲本町朝市通り

定休日
毎週水曜日、１月1日